# کون بین
کون بین (هلندی: Koen Bijen؛ زادهٔ ۲۷ ژوئیهٔ ۱۹۹۸) بازیکن هاکی روی چمن اهل هلند است.